# Longitarsus luridus
Longitarsus luridus  (лат.) — вид листоедов (Chrysomelidae) из подсемейства козявок (Galerucinae). Встречается на территории всей Палеарктике. Интродуцирован в Канаду. Взрослые жуки и их личинки питаются листьями различных видов астровых (Asteraceae).

## Подвиды и вариетет
- Longitarsus luridus luridus (Scopoli, 1763)
- Longitarsus luridus mauritanica Peyerimhoff, 1915
- Longitarsus luridus var. nigricans Weise, 1888
- Longitarsus luridus var. cognatus Weise, 1888